# 陵头乡
陵头乡，是中国河南省汝州市下辖的一个乡镇级行政单位。

## 行政区划
陵头乡共辖以下地区：
陵头村、后户村、宁庄村、梅庄村、西街村、段子铺村、朱沟村、黄岭村、养田村、申坡村、樊窑村、杨楼沟村、东杨寨村、桥沟村、孟庄村、寇寨村、李窑村、陈窑村、庙湾村、大庙村、沙古堆村、叶寨村、和尚庙村、饮虎沟村、东山村、余窑村、前户村。